# Uncial 070
Uncial 070 (numeração de Gregory-Aland), ε 6 (von Soden), é um manuscrito uncial grego do Novo Testamento. A paleografia data o codex para o século 6.

## Conteúdos
070 (13 folios) – Lucas 9:9-17; 10:40-11:6; 12:15-13:32; João 5:31-42; 8:33-42; 12:27-36
0110 (1 folio) – João 8:13-22
0124 + 0194 (22 folios) – Lucas 3:19-30; 10:21-30; 11:24-42; 22:54-65; 23:4-24,26; João 5:22-31; 8:42-9:39; 11:48-56; 12:46-13:4
0178 (1 folio) – Lucas 16:4-12
0179 (1 folio) – Lucas 21:30-22:2
0180 (1 folio) – João 7:3-12
0190 (1 folio) – Lucas 10:30-39
0191 (1 folio) – Lucas 12:5-14
0193 (1 folio) – João 3:23-32
0202 (2 folios) – Lucas 8:13-19; 8:55-9:9.

## Descoberta
Codex contém o texto dos Evangelho segundo Lucas, Evangelho segundo João (13,16-27; 16,7-19), em 44 folhas de pergaminho (37 x 28 cm), e foi escrito com duas colunas por página, contendo 35 linhas cada.
O texto grego desse códice é um representante do Texto-tipo Alexandrino. Aland colocou-o na Categoria III.
Actualmente acha-se no Clarendon Press in Oxford, Biblioteca Nacional da França in Paris, Biblioteca Britânica in Londres, e Biblioteca Nacional Austríaca in Viena.

## Literatura
- E. Amélineau, Notice des manuscrits coptes de la Bibliothèque Nationale (Paris: 1985), pp. 373–374, 408-409. (Uncial 0124)
- C. R. Gregory, "Textkritik des Neuen Testaments", Leipzig 1900, vol. 1, p. 69 (0124), p. 75 (070).
- U. B. Schmid, D. C. Parker, W. J. Elliott, The Gospel according to St. John: The majuscules (Brill 2007), pp. 61-65.
- K. Wessely, Studien zur Paläographie und Papyruskunde (Amsterdam 1966)